# Vicente Rodríguez (bokser)
Vicente Rodríguez Royán (ur. 20 lipca 1954 w Guareña) – hiszpański bokser, wicemistrz Europy z 1973.
Zdobył srebrny medal w wadze muszej (do 51 kg) na mistrzostwach Europy w 1973 w Belgradzie po wygraniu dwóch walk (w tym półfinałowej z Gerdem Schubertem z RFN) i porażce w finale z Constantinem Gruiescu. Na pierwszych mistrzostwach świata w 1974 w Hawanie odpadł w drugiej walce. Przegrał pierwszą walkę z Sándorem Orbánem na mistrzostwach Europy w 1975 w Katowicach. Na igrzyskach olimpijskich w 1976 w Montrealu przegrał drugą walkę z Jong Jo-ungiem z Korei Północnej. Odpadł w ćwierćfinale kategorii koguciej (do 54 kg) na mistrzostwach Europy w 1977 w Halle.
W 1977 przeszedł na zawodowstwo. Walczył w wadze koguciej. Stoczył 21 walk, z których wygrał 17 (7 przed czasem), 1 zremisował, a 3 przegrał. W 1981 próbował zdobyć tytuł zawodowego mistrza Europy (EBU), lecz przegrał przez nokaut w 5. rundzie z Valerio Natim. Po tej walce zakończył karierę.